# Мирамас
Мирамас (фр. Miramas) — город и коммуна на Лазурном Берегу на юго-востоке Франции в регионе Прованс — Альпы — Лазурный Берег, департамент Буш-дю-Рон, округ Истр, кантон Салон-де-Прованс-2.

## Географическое положение
Город Мирамас находится во Французской Ривьере, неподалёку от Марселя. В 2006 году город административно относился к кантону Северный Истр. Площадь города — 25,7 км². Численность населения — 24 517 человек (2006 год). Плотность населения — 954,0 чел./км².
Площадь коммуны — 25,74 км², население — 25 064 человека (2012), плотность населения — 973,7 чел/км².

## История
Посёлок Мирамас возник ещё в V столетии до н. э. на скале над озером Этан-де-Берр. Первое упоминание в письменном источнике относится к 964 году. Превращение Мирамаса в современный город произошло благодаря проложенной здесь в 1848 году железной дороге Арль-Марсель. После открытия поблизости также аэропорта Мариньян значение города ещё более возросло.
В 1986 году в Мирамасе фирмой BMW был создан круглогодичный испытательный полигон для новых моделей автомобилей и мотоциклов.